# Walter Pach
Walter Pach (New York, 1º luglio 1883 – 27 novembre 1958) è stato un incisore, pittore e critico d'arte statunitense.

## Biografia

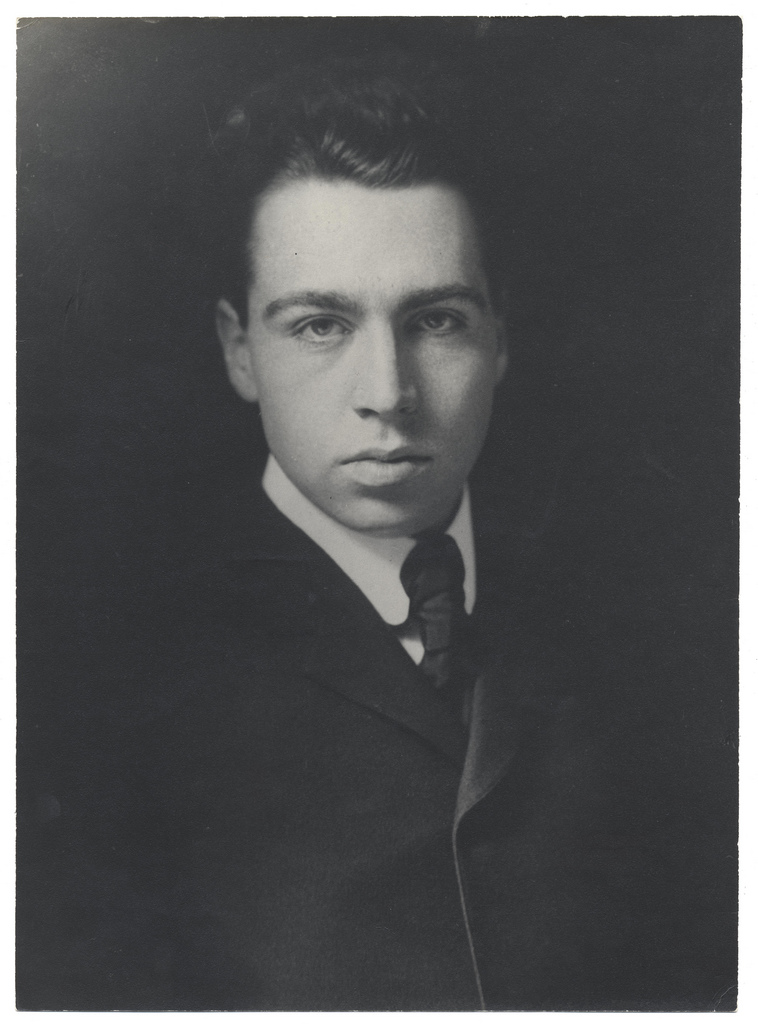
Walter Pach nel 1903

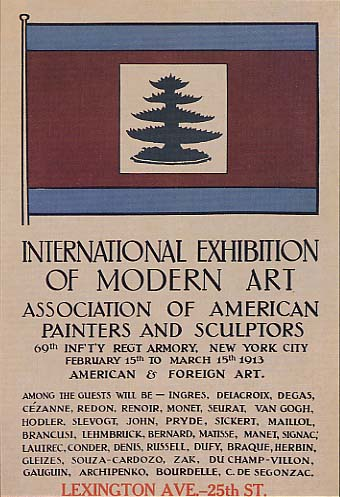
Poster dell'Armory Show (1913)

Walter Pach si laureò in arte al City College di New York nel 1903, inoltre studiò disegno con Robert Henri alla New York School of Art e viaggiò in Europa nel 1903-1904 per poi studiare pittura con William Merritt Chase.
Nel 1907, Pach si trasferì a Parigi, dove si legò al suo clima culturale, fece amicizia con Leo e Gertrude Stein, e con altri artisti a cui successivamente dedicò articoli e libri.
A Parigi fu membro della Società degli artisti indipendenti.
Come pittore, Walter Pach seguì le tendenze europee dominanti del suo tempo, rivelandosi un pregevole interprete dell'arte contemporanea.
Il suo stile inizialmente aderì all'Impressionismo, ma si sviluppò, dopo aver studiato la pittura rinascimentale italiana, in immagini più semplificate con tavolozze di colori più alte.
In seguito si avvicinò al Cubismo e al Fauvismo in opere come Tempesta sul fiume (Storm on the River, 1914), che descrive un paesaggio stilizzato e vibrante con piani geometrici e interconnessi.
Anche dopo aver riabbracciato uno stile figurativo dopo il 1920, i suoi ritratti, i suoi paesaggi e le sue nature morte espressero elementi stilistici moderni, influenzate da Paul Cézanne e Vincent van Gogh, che ammirava.
Nonostante i suoi successi artistici, Pach è conosciuto soprattutto come un autorevole studioso, storico e critico d'arte, che diffuse le idee moderniste emergenti in Europa, soprattutto quelle francesi, al pubblico americano, evidenziando acutezza e sensibilità.
Quando l'artista statunitense Walt Kuhn, nel 1911, subito dopo la fondazione della Association of American Painters and Sculptors, si mise in viaggiò verso l'Europa per organizzare un'importante esposizione di artisti contemporanei, pensò di presentare al pubblico americano anche artisti europei, differentemente dalla Independent Artists Exhibition, svoltasi a New York nel 1910. Walter Pach, assieme all'artista Alfred Henry Maurer, diede il suo contributo come esperto alla realizzazione della mostra d'arte a New York del 1913 che, dal luogo dove si svolse, l'Armeria del sessantanovesimo reggimento fanteria, assunse il nome di Armory Show.
Dopo la mostra, scrisse numerosi libri e critiche sull'arte moderna, tra cui la sua monografia Vincent Van Gogh (1936), La strana cosa (Queer Thing, 1938), Pittura (Painting, 1938) e Il Museo d'arte in America (The Art Museum in America, 1948).

## Pubblicazioni
- Seurat (1923)
- Ananias, o il falso artista (Ananias, or The False Artist, 1928)
- L'evoluzione di Diego Rivera (The Evolution of Diego Rivera, 1929)
- Raymond Duchamp-Villon (1931)
- Il cllassicismo di Barye (Le Classicisme de Barye, 1932)
- Van Gogh (1936)
- Vincent Van Gogh (1936)
- La strana cosa (Queer Thing, 1938)
- Pittura (Painting, 1938)
- Ingres (1939)
- Il Museo d'arte in America (The Art Museum in America, 1948)
- La tradizione classica nell'Arte Moderna (The Classical Tradition in Modern Art, 1959)